# Saint Marys (fleuve)
Pour les articles homonymes, voir Saint Marys.
Le Saint Marys ((en) Saint Marys River ou St. Marys River ou, par erreur, St. Mary's River) est un fleuve du sud-est des États-Unis long de 203 kilomètres qui se jette dans l'océan Atlantique. Il forme la partie orientale de la frontière entre la Floride et la Géorgie, la partie occidentale étant formée par le parallèle passant par la source du fleuve.

## Parcours
Le fleuve débute au sud-est du marais d'Okefenokee puis se dirige vers le sud, l'est, le nord et enfin le sud-est pour se jeter dans l'océan Atlantique entre les villes de Saint Marys, Géorgie et Fernandina Beach, Floride.